# Seán Thomas
Seán Thomas, né à Dublin en Irlande, est un ancien entraîneur de football irlandais, qui fut notamment sélectionneur de l’équipe nationale d’Irlande. Il est décédé le 24 juin 1999.

## Carrière d'entraîneur
Sean Thomas a d’abord été pendant une courte période entraineur des Sligo Rovers puis de Home Farm FC avant d’être transféré aux Shamrock Rovers en 1960. En quatre années à Glenmalure Park, Thomas se forge un beau palmarès : un titre de champion, deux coupes d’Irlande et deux coupes de la Ligue.
Un de ses faits de gloire est d’avoir emmené l’équipe qui fit match nul 2-2 contre le Valence CF au stade de Mestalla le 10 octobre 1963.
Après une dispute avec les Cunningham (les propriétaires des Shamrock Rovers), il quitte le club à la fin de la saison 1963-1964 pour aller chez le principal rival Bohemians FC. Thomas est le premier manager que le club n’a jamais eu. Auparavant l’équipe était dirigée par un comité de sélection composé de cinq personnes. Pour Thomas, c’est un retour aux sources car il a grandi dans les rues bordant Dalymount Park il y a fait ses débuts de footballeur.
Quand il reprend l’équipe, les Bohémians viennent de terminer dernier du championnat. Thomas montre immédiatement son savoir-faire en emmenant les joueurs toujours amateurs à la troisième place à peine 5 points des vainqueurs, le club de Drumcondra FC. C’est un résultat remarquable considérant que le reste des équipes sont alors professionnelles. Sean Thomas est nommé cette année-là personnalité de l’année par les journalistes couvrant le football irlandais.
Thomas renouvelle sa performance l’année suivante en terminant de nouveau à la troisième place. Les performances de ses joueurs sont telles que huit d’entre eux passent professionnels et signent pour des clubs irlandais et anglais (Fulham FC). Après une telle fuite de talents, tout le monde pensa que l’équipe s’effondrerait, il n’en fut rien. En 1966-1967, les Bohemians terminent seconds du championnat.
Les capacités d’entraineur de Thomas ne restèrent pas méconnues. Le club américain de Boston Shamrocks l’engagea pour se lancer dans le nouveau championnat qui venait de naître. Cette nouvelle aventure se termina rapidement, le club n’arrivant pas à la fin de la première année à monter dans en première division. Thomas retourna à Dolymount Park. Il y récupéra un club en pleine déliquescence, terminant parmi les derniers du championnat et étant en grande difficulté financière. Thomas rétablit vite la situation et emmena en 1970 le club vers son premier titre en 34 ans en remportant la Coupe d'Irlande de football. Grâce à cette performance, les Bohemians se qualifient pour la première fois de leur histoire en Coupe d’Europe.
Les années suivantes, le club finit régulièrement dans le quatuor de tête du championnat. En 1973, Sean Thomas démissionne de son poste d’entraineur des Bohémians. Il trouve rapidement un poste aux Shamrock Rovers avec lesquels il gagne la Coupe de la Ligue en 1976. Il termine ensuite sa carrière à Athlone et à Bray.

## L’équipe d’Irlande
Sean Thomas prend en main l’équipe nationale de football en juin 1973 après la démission de Liam Tuohy. Son passage à la tête de l’équipe ne dura qu’un seul et unique match, un match nul 1-1 contre la Norvège. 
Thomas est remplacé en septembre par John Giles.

## Palmarès en tant qu’entraîneur
- Championnat d'Irlande de football : 1
  - Shamrock Rovers - 1963-64

- FAI Cup : 3
  - Shamrock Rovers - 1962, 1964
  - Bohemians - 1970

- FAI League Cup : 1
  - Shamrock Rovers - 1976

- League of Ireland Shield : 2
  - Shamrock Rovers - 1962-63, 1963-64

- Personnalité de l’année du football irlandais
  - Bohemians - 1964/65